# Batalla de Singapur
La batalla de Singapur fou lliurada en el marc del Teatre del Pacífic de la Segona Guerra Mundial quan l'Imperi Japonès va envair el territori de Singapur, controlat per les potències aliades.

## Antecedents
De forma simultània a l'Atac a Pearl Harbor, els japonesos van començar la invasió de les colònies britàniques de Hong Kong i Malàisia, de la colònia holandesa de les Índies Orientals (que es correspon, aproximadament, amb l'actual Indonèsia) i de les possessions americanes de les Filipines i de les illes de l'oceà Pacífic com Guam i Wake. L'expansió japonesa pel sud-est asiàtic va durar fins a mitjan 1942 i es va estendre a llocs tan allunyats entre si com Birmània, les illes Salomó i les Aleutianes.

## La batalla
La lluita es prolongà del 8 al 15 de febrer de 1942 i tingué com a resultat una estrepitosa derrota de les forces britàniques que defensaven la posició. El primer ministre britànic Winston Churchill s'hi referí com «el pitjor desastre» i «la major capitulació» de la història britànica. Al voltant de 80.000 militars foren fets presoners de guerra. Molts van morir per negligència, abusos i excessos de treball forçat.

## Conseqüències
L'expansió japonesa va ser frenada pels exèrcits aliats en tres punts: Midway, Nova Guinea i Guadalcanal. Tanmateix, els japonesos conservaren l'enclavament fins al 12 de setembre de 1945, després de la rendició i la fi de la guerra.